# Conosiphon ianus
Conosiphon ianus — вид двокрилих комах родини ґедзів (Tabanidae). Описаний у 2023 році.

## Етимологія
Цей вид названо на честь римського божества Януса, тому що Янус дав назву місяцю січень (january), коли літає імаго цієї мух. Крім того, Янус був дволиким, а C. ianus має дві колірні форми: світлокрилу і темнокрилу.

## Поширення
Ендемік Іспанії, єдиний представник роду в Європі. Типові зразки виду зібрані у місті Агуадульсе у муніципалітеті Рокетас-де-Мар провінції Альмерія регіону Андалусія на півдні країни.

## Опис
Голова пропорційно велика; лицьовий виступ сильний і помітний, займає більшу частину обличчя, його верхній край розвинений дуже добре, більше, ніж у будь-якого іншого виду Conosiphon; вентральні макрощетинки передніх стегнових кісток відсутні, присутні лише довгі та тонкі щетинки; макросетинки Mystax дуже щільні і принаймні такі ж довгі, як вусики, або довші; ноги цілком темні, лише прикоренева частина гомілок вузько блідо забарвлена; акростихіальні макрощетинки довгі і рясні. Гіпопігій з невеликою загостреною епандриальною часткою на дорсальній внутрішній стороні, безпосередньо перед вершиною. Гіпандрій з тупим виступом на задньому краї.